# Витина (Болгария)
Витина (болг. Витина) — село в Болгарии. Находится в Смолянской области, входит в общину Рудозем. Население составляет 167 человек.

## Политическая ситуация
В местном кметстве Витина, в состав которого входит Витина, должность кмета (старосты) исполняет Митко Цветков Цветков (Болгарская социал-демократия (БСД)) по результатам выборов правления кметства в 2007 году.
Кмет (мэр) общины Рудозем — Николай Иванов Бояджиев (коалиция партий: Граждане за европейское развитие Болгарии (ГЕРБ) и Земледельческий народный союз (ЗНС)) по результатам выборов 2007 года в правление общины.